# 格奥尔基·加哈里亚
格奥尔基·加哈里亚（1975年3月19日—），格鲁吉亚政治人物，前格鲁吉亚副总理、格鲁吉亚内政部长。2019年5月获委任格鲁吉亚国家安全委员会秘书长。
2019年6月因暴力镇压示威者辞任内政部长。2019年9月3日接替辞职的马穆卡·巴赫塔泽，出任总理。然而，反对党认为加哈里亚的提名有争议，在议会展开辩论。由于加哈里亚所在的格鲁吉亚梦想－民主格鲁吉亚是议会的多数党，加哈里亚最终到任。2019年9月8日，议会以98票赞成、无人反对的结果通过加哈里亚的新任内阁。
2020年12月24日，2020年議會選舉產生的新一屆議會以85票贊成、無人反對的結果通過加哈里亚的新內閣。2021年2月，因為就逮捕統一民族運動領導人尼卡·梅利亞存在分歧，加哈里亚辭去總理職務。